# Gata (Waffe)
Die Satall oder Gata ist eine Keule von den Fidschi-Inseln.

## Beschreibung
Die Satall ist aus Hartholz gearbeitet und rund. Der Schlagkopf ist abgeflacht und im Querschnitt oval. Am Ende teilt sich der Schlagkopf. Die eine Seite ist abgerundet gestaltet, die andere quadratisch. Am unteren Schaft ist ein Bereich aufgeraut, um  bessere Griffsicherheit zu bieten. Die Satall wird ebenso wie die Totokia von Ethnien auf den Fidschi-Inseln benutzt.